# Anthicus tristis
Anthicus tristis är en skalbaggsart som beskrevs av Schmidt 1842. Anthicus tristis ingår i släktet Anthicus, och familjen kvickbaggar. Arten förekommer tillfälligt i Sverige, men reproducerar sig inte.